# 貝尤洛爾斯 (路易斯安那州)
貝尤洛爾斯（英語：Bayou L'Ourse）是位於美國路易斯安那州阿桑普申堂區的一個普查規定居民點。

## 人口
根據2020年美國人口普查的數據，貝尤洛爾斯的面積為7.05平方千米，當中陸地面積為7.05平方千米，而水域面積為0.00平方千米。當地共有人口1806人，而人口密度為每平方千米256.17人。